# Magnus Möller
Den här sidan handlar om läkaren. För målaren under 1700-talet se Magnus Möller (målare).
Lars Magnus Möller, född den 11 juni 1857 i Kågeröds socken, Malmöhus län, död den 24 februari 1912 i Stockholm, var en svensk läkare och akademisk lärare.
Möller blev student vid Lunds universitet 1879, medicine kandidat i Stockholm 1883, medicine licentiat där 1888 samt medicine doktor 1890, sedan han vid Karolinska institutet utgivit avhandlingen Studier öfver ryggmärgssyfilis. Han utnämndes till docent i syfilidologi och dermatologi vid Karolinska institutet 1892, till tillförordnad överläkare vid Sankt Görans sjukhus 1898 och till ordinarie överläkare där 1901. Till ordinarie professor i syfilidologi vid Karolinska institutet utnämndes Möller 1911. Förutom ett stort antal uppsatser i medicinska tidskrifter utgav Möller en utförlig monografi, Der Einfluss des Lichtes auf die Haut in gesundem und krankem Zustande (1900).
Mellan 1898 och 1912 bodde han i Villa Möller i Saltsjöbaden. Han gravsattes den 28 februari 1912 på Norra begravningsplatsen.